# John Del Carlo
John Del Carlo (San Francisco, 21 settembre 1951 – Portland, 28 ottobre 2016) è stato un basso-baritono statunitense.

## Biografia
Nato e cresciuto a San Francisco, Del Carlo intraprese la carriera operistica alla San Francisco Opera, dove fece il suo debutto nel 1973 con Peter Grimes, in cui interpretava un pescatore. Altri ruoli con la compagnia californiana furono Dulcamara, Kothner ed Alidoro ne La Cenerentola, il generele Bloum ne La Grande Duchesse de Gérolstein e il ruolo eponimo nel Falstaff. Successivamente cominciò a cantare regolarmente alla San Diego Opera, le cui scene continuò a calcare dalla fine degli anni 70 al 2012, quando vi apparve per l'ultima volta come Don Pasquale nell'opera di Donizetti. Nel 1981 fece il suo debutto alla Lyric Opera di Chicago come Don Fernando in Fidelio, cantando anche i ruoli di Bonze in Madama Butterfly, Kothner e Frank in Die Fledermaus e Bartolo ne Il barbiere di Siviglia. Si esibì in numerosi altri teatri dell'opera statunitense, tra cui la Houston Grand Opera, la Los Angeles Opera, la Washington National Opera e la Seattle Opera, in cui cantò nella tetralogia di Wagner.
Nella seconda metà degli anni ottanta fu invitato da Marek Janowski alla Gürzenich Orchestra di Colonia. Janowski, che teneva in alta considerazione il talento vocale di Del Carlo, lo scelse come Wotan ne L'oro del Reno, il viandante nel Sigfrido e Gunther ne Il crepuscolo degli dei. Successivamente si unì alla compagnia dell'opera di Colonia, dove cantò un vasto repertorio di ruoli, affermandosi soprattutto come apprezzato interprete di parti comiche e buffe. Durante la sua permanenza in Germania, Del Carlo fece un'audizione per James Levine a Salisburgo ed ottenne il ruolo di Kothern nell'allestimento del Metropolitan de I maestri cantori di Norimberga. Fece il suo debutto al Met il 14 gennaio 1993 e rimase un assiduo cantante della compagnia per oltre vent'anni, esibendosi in 309 rappresentazioni. Al Metropolitan ampliò il proprio repertorio con un gran numero di personaggi, tra cui Alcinodoro e Benoit ne La Bohème, Mathieu in Andrea Chénier e il marchese d'Obignay ne La Traviata. Del Carlo continuò a cantare anche in Europa, esibendosi nei maggiori teatri del continente, tra cui la Royal Opera House, l'Opéra National de Paris, l'Opernhaus Zurich e la Deutsche Oper am Rhein.
Del Carlo ricevette grandi apprezzamenti per la tecnica vocale e, soprattutto, per le doti attoriali, diventando particolarmente apprezzato come caratterista capace di rendere memorabili personaggi comprimari come il Sagrestano della Tosca e, soprattutto, Bartolo ne Le nozze di Figaro, una parte che cantò al Met per sessanta rappresentazioni.

## Discografia (parziale)
- Olivo e Pasquale (1980) - Gastone Sarti, Estelle Maria Gibbs, Sabrina Bizzo, Giovanni Mastino; Bruno Rigacci, Bongiovanni
- La Cenerentola (1987) - Agnes Baltsa, Francisco Araiza, Ruggero Raimondi, Simone Alaimo; Neville Marriner, Decca Records
- L'italiana in Algeri (2006) - Jennifer Larmore, Raul Giménez; Jesús López Cobos, Teldec

### DVD (parziale)
- Don Pasquale (2011) - Anna Netrebko, Mariusz Kwiecien, Matthew Polenzani, Bernard Fitch, James Levine, Deutsche Grammophon